# Joeri van Dijk
Joeri van Dijk (La Haya, 14 de julio de 1983) es un deportista neerlandés que compiió en vela en la clase RS:X. Ganó una medalla de plata en el Campeonato Europeo de RS:X de 2006.

## Palmarés internacional
| \| Campeonato Europeo \| Campeonato Europeo \| Campeonato Europeo \| Campeonato Europeo \| \| Año \| Lugar \| Medalla \| Clase \| \| ------------------ \| ------------------ \| ------------------ \| ------------------ \| \| 2006 \| Alaçatı (Turquía) \| Medalla de plata \| RS:X \| |                   |                  |       |
| Campeonato Europeo |                   |                  |       |
| Año | Lugar             | Medalla          | Clase |
| 2006 | Alaçatı (Turquía) | Medalla de plata | RS:X  |